# Rochester, Minnesota
Rochester este un oraș, sediul comitatului Olmsted, situat în sudul-estul statului Minnesota, Statele Unite.
Orașul, care a fost întemeiat în 1854, se găsește la circa 130 km sud de zona metropolitanăMinneapolis-Saint Paul pe cursul lui Zumbro River, la altitudinea de 401 m deasupra n.m.. Rochester se întinde pe o suprafață de 103,0 km² din care 102,6 km² este uscat. La estimarea din anul 2005, orașul avea 94.950 locuitori iar regiunea metropolitană avea 163.618 locuitori, conform Census 2000.

## Subîmpărțire adiministrativă
De oraș aparțin 6 districte urbane și 22 de localități, (Apple Hill, Baihly Meadows, Baihly Woodlands, Country Club Manor-East, East Side, Emerald Hills, Folwell, Foxcroft, Glendale, Golfview, John Adams, John Marshall, Kutzky Park, Lincolnshire / Arbor Glen, Mayowood Hills, Mill Race, Northrop, Northwest, Pine Ridge, Shorewood, Southeast, Southern Hills și Viking Park).

## Date demografice
La recensământul din 2000 în oraș trăiau 85.806 loc. din care:
- 34.116 gospodării
- 21.493 familii
- 80 % albi
- 10 % afroamericani
- 5 % asiatici și alte grupări etnice

## Personalități marcante
- Charles Horace Mayo (1865–1939), medic
- Michael Jensen (* 1939), economist
- Shjon Podein (* 1968), jucător de hochei pe gheață
- John Pohl (* 1979), jucător de hochei pe gheață
- Eric Strobel (* 1958), jucător de hochei pe gheață
- Lea Thompson (* 1961), actriță
- Sheree J. Wilson (* 1958), actriță
- Douglas Zmolek (* 1970), jucător de hochei pe gheață
- Eric Butorac (* 1981), jucător de tenis
- Andy Canzanello (*1981), jucător de hochei pe gheață
- Bethanie Mattek-Sands (* 1985), jucătoare de tenis